# Kasper Hvidt

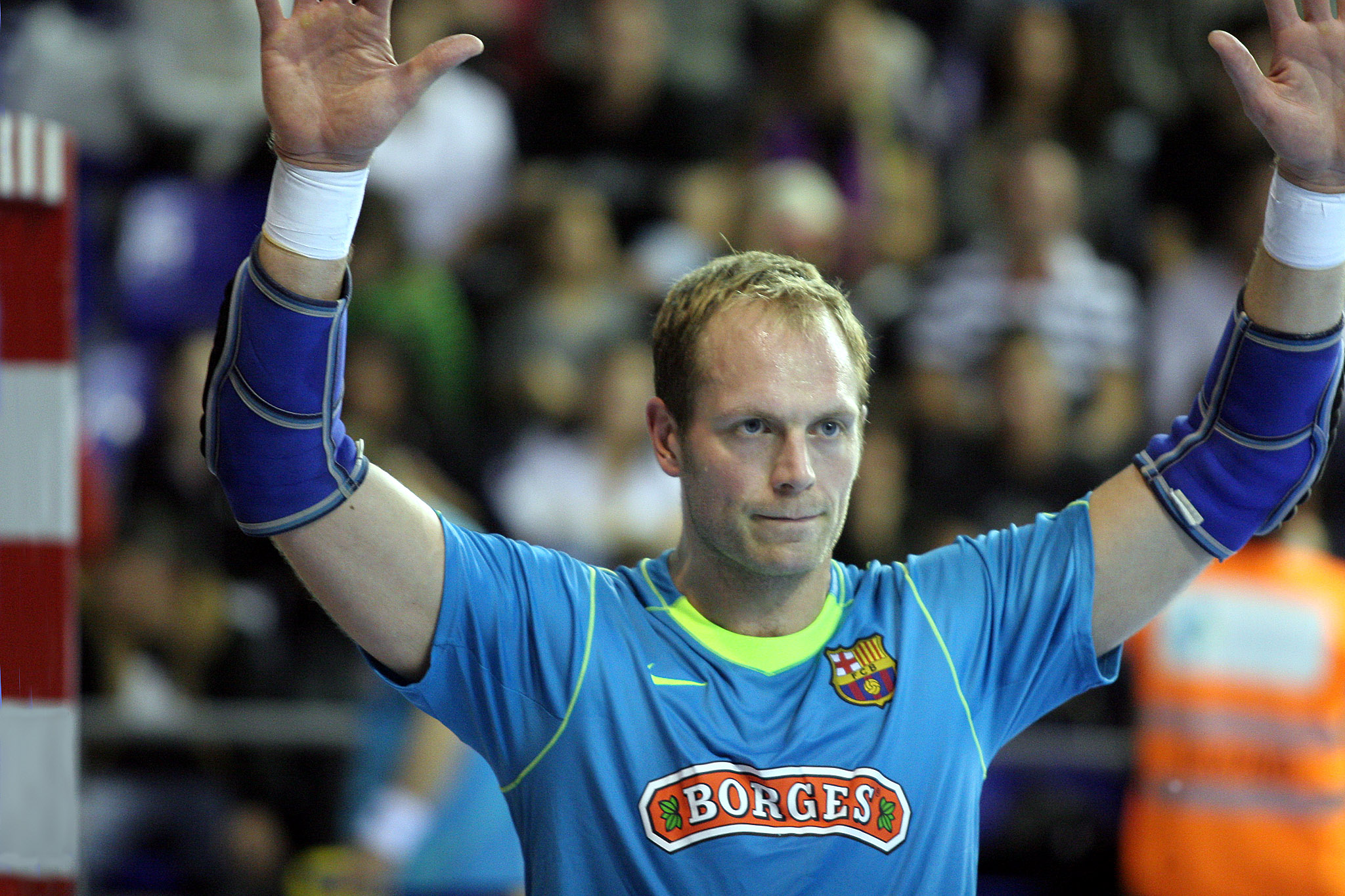
Kasper Hvidt vor einem Spiel in der Champions League

Kasper Hvidt (* 6. Februar 1976 in Frederiksberg, Dänemark) ist ein ehemaliger dänischer Handball-Torwart. Er ist 1,92 m groß und wiegt 97 kg. 
Kasper Hvidt begann bei Ajax København mit dem Handballspiel. 1997 heuerte er im Ausland bei Frigorificos del Morrazo Cangas in der spanischen Liga ASOBAL an, wechselte aber nach einem Jahr weiter zum TBV Lemgo in die deutsche Handball-Bundesliga. Hier gewann er zwar den DHB-Supercup, kehrte aber nach anderthalb Jahren im Januar 2000 zurück nach Spanien zu Ademar León. Dort gewann er 2001 die spanische Meisterschaft und den Copa del Rey de Balonmano. Im Jahr 2001 wurde er zu Dänemarks Handballer der Jahres gewählt. 2004 zog er weiter zu Portland San Antonio, wo er 2005 erneut die spanische Meisterschaft und den spanischen Supercup gewann und 2006 im Finale der EHF Champions League stand. 2007 wechselte er zum FC Barcelona. Nach zwei Spielzeiten in Barcelona wechselte er zum FCK Håndbold. Mit dem FCK gewann er 2010 den dänischen Pokal. Ein Jahr später schloss er sich dem AG København an. Mit AG København gewann er 2011 und 2012 die Meisterschaft. Nach der Insolvenz von AGK im Juli 2012, war Hvidt vertragslos. Daraufhin schloss Hvidt sich KIF Kolding an, mit dem er 2014 und 2015 die Meisterschaft gewann. Nach der Saison 2016/17 beendete er seine Karriere.
Kasper Hvidt bestritt 219 Länderspiele für die dänische Nationalmannschaft. Bei der Handball-Europameisterschaft 2008 in Norwegen wurde er Europameister und zum besten Torwart des Turniers gewählt. Bei den Europameisterschaften 2002, 2004 und 2006 gewann er Bronze, genauso wie bei der Weltmeisterschaft 2007. 
Hvidt gewann im Jahr 1997 mit Dänemark die U-21-Weltmeisterschaft.